# نشریه دانشجویی

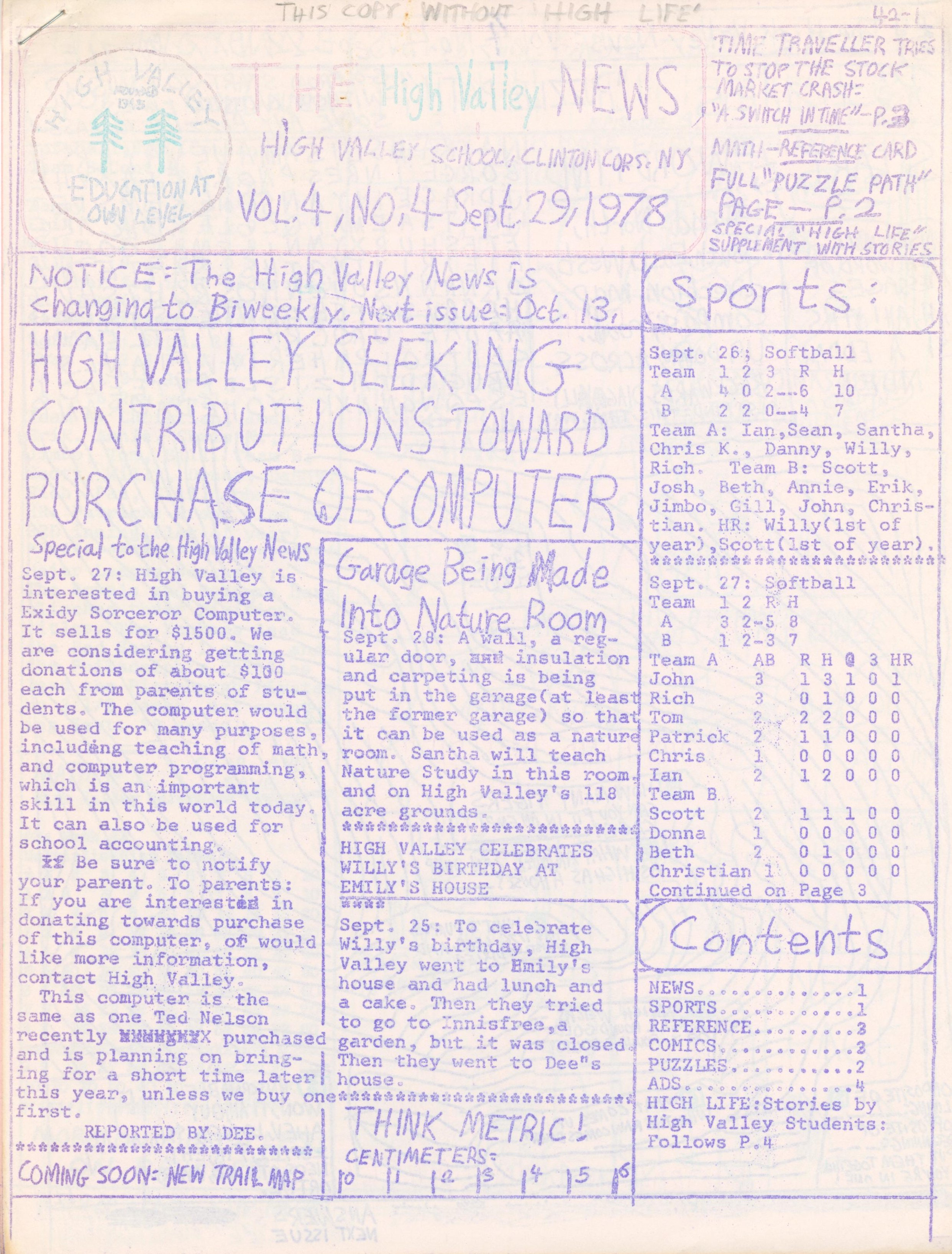
یک روزنامه دانشجویی از سال 1978 ، تولید شده در ایالات متحده با استفاده از یک نسخه برداری روح.

نشریه دانشجویی رسانه ای مانند روزنامه ، مجله ، برنامه تلویزیونی یا رادیویی است که توسط دانشجویان یک موسسه آموزشی تولید می شود. این نشریات معمولاً اخبار محلی و موارد مرتبط با آکادمی را پوشش می دهند ، اما ممکن است در مورد اخبار ملی یا بین‌المللی نیز گزارش دهند. بیشتر نشریات دانشجویی یا بخشی از یک کلاس درسی است یا به عنوان یک فعالیت فوق برنامه اجرا می شود. 
نشریات دانشجویی هم بستری برای بحث در جامعه است و هم مکانی برای رشد مهارتهای خود برای علاقه‌مندان به روزنامه نگاری. این نشریات اخبار را گزارش می دهند ، نظرات دانشجویان و استادان را منتشر می کنند و ممکن است تبلیغاتی را که برای دانشجویان کاربرد دارد ، نشر دهند. علاوه بر این اهداف ، نشریات دانشجویی همچنین به عنوان یک ناظر برای پی بردن به مشکلات آکادمی عمل می کند. بودجه اکثر نشریات دانشجویی از طریق موسسه آموزشی آنها تأمین می شود. برخی از بودجه ها ممکن است از طریق فروش و تبلیغات حاصل شود ، اما عموماً از طرف خود موسسه تأمین می شود. به همین دلیل ، موسسات آموزشی روش خاصی دارند که از طریق آن می توانند به واسطه بودجه بر انتشارات تأثیر بگذارند. 